# 感染 (2004年電影)
《感染》（日语：感染）是2004年上映的由落合正幸執導的日本恐怖電影，講述了在一間面臨倒閉的醫院裏，一場醫療事故爲醫院裏的人所帶來的意料之外的可怕後果。

## 角色列表
| 演員       | 角色                | 備註                                                                                       |
| 佐藤浩市   | 秋葉清一            | 外科醫生。在緊急手術中給護士下了錯誤的指令導致醫療事故。                                   |
| 高嶋政伸   | 魚住晴哉            | 內科醫生。對因人力、物資嚴重不足而超負荷運轉搖搖欲墜的醫院狀況已經不厭其煩，想從醫院離職。 |
| 星野眞里   | 安積圓香 （日语：安積まどか） | 小心翼翼的新人護士。常因技術不熟練遭到前輩桐野護士的斥責挖苦。                             |
| 木村多江   | 立花七惠            | 護士。遵從秋葉醫生的錯誤指示導致患者死亡，因此陷入恐慌。對秋葉醫生似有好感。               |
| 真木陽子   | 桐野優子            | 護士。爲人刻薄，一有機會就對安積冷語相向。                                                 |
| 山崎樹範   | 平田俊一            | 外科的住院醫生，在練習縫合。                                                               |
| 草村禮子   | 癡呆症老婦          |                                                                                            |
| 羽田美智子 | 中園雪乃            | 腦神經外科醫生。                                                                           |
| 師岡三智雄 | 岸田孝              | 外科醫生。                                                                                 |
| 谷津勳     | 骨折的老人患者      |                                                                                            |
| 須賀健太   | 戴面具的少年患者    |                                                                                            |
| 山城佑太   | 腦傷青年            |                                                                                            |
| 淺見小四郎 | 穿黃色上衣的患者    |                                                                                            |
| 前田昌明   | 被安樂死的老人      |                                                                                            |
| 森康子     | 穿和服的老婦        |                                                                                            |
| 南果步     | 鹽崎君江            | 護士長                                                                                     |
| 佐野史郎   | 赤井潔              |                                                                                            |

## 主創人員
- 原作：君塚良一
- 導演、編劇：落合正幸
- 配樂：蓜島邦明（日语：蓜島邦明）
- 音效設計：志田博英（日语：志田博英）

### 引用
1. 1 2 3 4 5 6  Galbraith IV 2008，第434頁.
2. ↑  Schilling, Mark. . The Japan Times. 2004年10月6日  [2016年4月27日]. （原始内容存档于2005年4月15日）.
3. ↑   . 電影旬報 (電影旬報社). 2005, (2005年2月下旬號): 152.

### 來源
- Galbraith IV, Stuart. . Scarecrow Press. 2008. ISBN 978-1461673743.

## 外部連結
- 互联网电影数据库（IMDb）上《Infection》的资料（英文）
- AllMovie上《Infection》的资料（英文）
- 爛番茄上《Infection (2004)》的資料（英文）